# In Your Room (album)
Pour la chanson du groupe Depeche Mode, voir In Your Room.
In Your Room est le troisième album du groupe Agua de Annique (sous le nom Anneke van Giersbergen & Agua de Annique). Il est sorti en 2009.

## Liste des titres
1. Pearly (3:32)
2. Hey Okay! (2:33)
3. I Want (3:14)
4. Wonder (3:06)
5. The World (3:52)
6. Sunny Side Up (2:46)
7. Physical (3:47)
8. Home Again (4:37)
9. Wide Open (3:14)
10. Longest Day (4:11)
11. Just Fine (3:27)
12. Adore (3:59)

## Classements
| Pays     | Meilleure Position |
| -------- | ------------------ |
| Pays-Bas | 31                 |